# Kabaoğlu, İzmit
Kabaoğlu là một xã thuộc thành phố İzmit, tỉnh Kocaeli, Thổ Nhĩ Kỳ. Dân số thời điểm năm 2010 là 4.399 người.